# Batalla del monte Song
La batalla del monte Song (en chino tradicional: Sōng Shān Zhànyì; en chino simplificado: Sōng Shān Zhànyì), también conocida como la batalla de Ramou, en 1944 fue parte de una campaña más grande en el suroeste de China durante la Segunda Guerra Mundial. Las fuerzas nacionalistas chinas intentaron retomar la carretera de Birmania.

## Antecedentes
El Ejército Imperial Japonés en el sur de Yunnan corría el riesgo de ser aislado por el avance de las tropas británicas y estadounidenses en el norte de Birmania. El ejército japonés pretendía bloquear la carretera el mayor tiempo posible. Construyendo una serie de túneles y búnkeres durante un período estático de dos años, convirtieron la montaña y sus alrededores inmediatos en una fortaleza. Songshan (en chino) o Matsuyama (en japonés) bloqueó la carretera inmediatamente detrás del río Salween. Aunque el Ejército Nacional Revolucionario cruzó el río con pocas bajas y rodeó a la guarnición japonesa, descubrió que su capacidad ofensiva estaba limitada debido a esta guarnición detrás de su línea de avance.
Las fuerzas chinas desconocían la profundidad de las defensas japonesas y su subestimación provocó muchas bajas a través de una campaña lenta y cautelosa. Los ataques de artillería chinos y los bombardeos estadounidenses tuvieron poco efecto contra las fuerzas japonesas clandestinas. Japón también instaló una serie de fortines ocultos para tender una emboscada a las fuerzas chinas.
Después de tres meses de batalla, las fuerzas chinas finalmente recuperaron el Monte Song mediante el uso de bombardeos prolongados y una sobreabundancia de ayuda y entrenamiento estadounidenses, así como varias toneladas de TNT estadounidense colocadas en túneles debajo de las fortificaciones. Una vez abierta, la carretera de Birmania podría usarse para suministrar ayuda a China a través de una ruta terrestre.

## Caída y consecuencias
Los japoneses enumeraron solo a un sobreviviente, el capitán Kinoshita, un oficial de artillería y otro soldado al que se le ordenó comunicarse con el alto mando japonés la noche anterior a la caída del puesto de avanzada, aparentemente con otro soldado. Las fuentes chinas dicen que 7 soldados fueron capturados de la guarnición total, las fuentes japonesas no mencionan a los prisioneros.

## Estación del Confort
Tras las exhortaciones del Oficial Superior de Estado Mayor Masanobu Tsuji, se estableció una estación de consuelo a principios de 1944. Unas 12 mujeres de consuelo japonesas se suicidaron hacia el final del asedio después de luchar junto a la guarnición japonesa. Otras cinco o seis mujeres de solaz coreanas fueron capturadas por las fuerzas chinas y estadounidenses y finalmente repatriadas.

## Significación
Después de la captura de la fortaleza, la carretera de Birmania podría usarse una vez más para abastecer a China.
Aunque derrotada, la pequeña fuerza japonesa, sin suministro y sin poder aéreo ni artillería pesada, detuvo a todo el Ejército Expedicionario de China durante más de tres meses, lo que prolongó considerablemente la guerra en Birmania.
El gobierno chino construyó un parque conmemorativo en la cima de la montaña, con 402 esculturas que representan a soldados de la Fuerza Expedicionaria China repartidas en un área de 17.000 metros2.